# Dvar Torah
Un dvar Torah (hébreu דבר תורה « parole de Torah, » plur. divrei Torah) est un propos contenu dans la Torah ou, plus généralement, une élaboration sur ce propos dans la littérature juive ultérieure (Livres prophétiques, Écrits, littérature rabbinique, etc.). Il peut s'agir d'une conversation entre deux personnes, plus souvent d'un exposé oral devant un public restreint sous forme de chiour (hébreu שעור, « leçon ») ou large, et prenant alors la forme d'une derashah (hébreu דרשה, « sermon, homélie »).
Les derachot prononcées à la synagogue ou dans une salle des fêtes par les jeunes garçons devant l'assemblée, lors de leur cérémonie de Bar-mitsva, et portant en général sur la section hebdomadaire de la Torah qu'ils ont lue, en sont un exemple particulier.
Le dvar Torah constitue un élément fondamental de la transmission de la Torah orale, et sa pratique est déjà attestée à l'époque des Zougot (IIIe siècle AEC), où les maîtres dissertent de la section hebdomadaire de la Torah.
Résultant de la prescription de pratiquer et étudier la Torah « au lever, au coucher, chez soi ou en voyage », il est pour les Sages d'une telle importance que, selon le traité Avot, deux personnes conversant sans divrei Torah sont des railleurs, tandis que si deux personnes parlent de Torah, la Shekhina (Présence divine) repose sur eux ; de même, « trois personnes ayant mangé à une table sans avoir prononcé de divrei Torah, c'est comme s'ils avaient mangé des sacrifices des morts. »
Le sujet d'un dvar Torah ne se limite pas à la Torah, et couvre l'ensemble des sujets où au moins un aspect de la Torah (rite, pratique, éthique, conduite, etc.) est présent, par opposition aux divrei ḥoullin (paroles profanes), comme l'économie, la science, la politique, etc. Un dvar Torah peut cependant inclure ces sujets, pour autant qu'il éclaire une dimension spécifiquement juive de la compréhension ou de l'interaction avec ceux-ci. Les allusions à des sujets d'actualité sont d'ailleurs souvent utilisées pour éveiller l'intérêt du public.
Bien que la pratique du dvar Torah soit orale à l'origine, de nombreux divrei Torah ont été écrits, afin de composer des ouvrages ou des périodiques, distribués dans les synagogues et centres communautaires ou sur internet.